# Y'an daudu
Ƴan daudu (o ʼyan daudu) es un término utilizado en la época preislámica para referirse a los hombres que exhiben rasgos femeninos en lengua hausa. En la sociedad hausa contemporánea, estos hombres son vistos como hombres que sienten atracción sexual por otros hombres o mantienen relaciones íntimas con ellos. En la mitología Hausa Fulani, los ƴan daudu poseen atributos femeninos asociados con roles de travestismo o de tercer género, y se sabe que participaban en prácticas de animismo Hausa como la práctica religiosa Bori de los Maguzanci que se encuentran en el actual estado de Kano, Nigeria. Sin embargo, esto fue mucho antes de la introducción del Islam en el norte de Nigeria y en el sur de Níger.  Se considera que los Ƴan daudu son proxenetas y trabajadores sexuales masculinos afeminados que a veces mantienen relaciones íntimas con otros hombres, pero que no se identifican necesariamente como homosexuales. Se casan con mujeres, tienen hijos y fundan familias. El nombre ƴan duadu se remonta a Dan Galadima: un espíritu masculino suelto, jugador y bien vestido. Ƴan daudu se traduce como "hijos de Daudu".
A menudo comparados con los hijra en el sur de Asia, los ƴan daudu siguen formando parte de la comunidad hausa, sobre todo en Kano y los estados hausa-fulani circundantes. En la época preislámica, los ƴan daudu bailaban danzas femeninas y donaban dinero a los adeptos de la secta cuando aparecía Galadima. Hoy en día, los ƴan daudu están clasificados entre los homosexuales de Nigeria.

## Creencias y prácticas religiosas
En la época preislámica, los Ƴan daudu se clasificaban entre los magazawa (Sing., bamaguje). En la cultura religiosa hausa, los magazawa son paganos que se negaron a seguir/creer en las enseñanzas del islam. Su fe está profundamente arraigada en el culto a los jinn (aljanu o iskoki en hausa), a los que consideran espíritus sobrenaturales y Dios. Se cree que los jinn poseen todos los poderes sobrenaturales de Dios o Alá. Los magazawa creen que estos espíritus sobrenaturales pueden ofrecer o negar la salud, los hijos, la lluvia y las cosechas abundantes, y pueden proporcionarles paz y seguridad, así como desencadenar castigos para quienes pecan contra ellos a través de plagas, desastres naturales u otras formas de epidemias. Entre estos dioses y espíritus jinas (alijanu e iskoki) se encontraban éstos, según los describió Tremearne en 1912:
Kuri, un macho que corresponde a Pan, otro nombre es Rago; ladra como un perro y lleva una piel de cabra. Posiblemente el babuino es el responsable de esta idea, ya que ladra; o Kuri puede haber venido de Kure, una hiena macho. El sacrificio apropiado para él es una cabra roja joven, pero come seres humanos. Uwardowa, hembra, diosa de la caza, cuyo nombre significa «Madre del Bosque». La ofrenda apropiada es una cabra roja o un gallo rojo.
Sa(r)rikin Rafi (o Kogi) es un espíritu del agua, tal vez el mismo que Dodo, que se menciona más adelante. Al parecer, se le sacrificó una virgen.
Ayu es un espíritu que vive en el agua y arrastra a la gente. Este nombre también se da al manatí.
Uwayara es un espíritu que mata a la madre y a su hijo recién nacido.
Se atribuye a un ente sobrenatural, de hecho a veces se le llama Iblis, demonio, o Kurua, que significa alma, espíritu, sombra.
Fatalua y Magiro son seres malignos de algún tipo, aunque no he podido descubrir el significado exacto de las palabras.
 Gajjimare es el dios de la lluvia y las tormentas, tiene forma de serpiente y es de doble género: la parte masculina es roja y la femenina azul. Vive en las nubes de tormenta (del mismo nombre), pero se supone que sale por la noche. También se dice que habita en los pozos y, de hecho, en todos los abrevaderos, por lo que en todas las casas se guarda una vasija llena. Gajjimare (arco iris) puede estar representado por la serpiente de agua muerta en la leyenda de Daura antes mencionada, pero a veces se dice que es el marido de Uwardowa, y el padre de Kuri. Otros nombres del arco iris son Masharua, «bebedor de agua», y Bakkan gizzo, «arco de araña».

## Dan galadima
En la mitología hausa, Dan Galadima está asociado a las hierbas dulces y aromáticas. Es hijo de Sarkin Aljan Biddarene, pero se crio en casa de Sarkin Aljan Suleimanu; sin embargo, otras versiones de la mitología hausa sugieren que su verdadero padre es el espíritu bori Malam Alhaji. Los daudu Ƴan bailan y donan dinero a los adeptos al culto, sobre todo cuando aparece el espíritu Dan Galadima. Se le ofrecen colonias aromáticas y aguas de tocador; lujosos artículos de aseo (es muy guapo); espejos de mano para mirarse; grandes nueces de cola blancas; pañuelos con conchas de cauri; pañuelos de seda; un abanico; objetos asociados al juego (dados, barajas de cartas) como sacrificios y que se encuentre en medio de mujeres históricas hausa. Las similitudes en el estilo extravagante pueden haber tenido algún tipo de influencia que haya creado una correlación entre él y los ƴan daudu, que hoy en día no son necesariamente practicantes del animismo hausa, pero siguen poseyendo rasgos femeninos extravagantes en sus expresiones e identidad.

## Ocupación
La práctica del ƴan daudu en tiempos preislámicos puede no haber sido necesariamente comparada con la homosexualidad, ya que se consideraba que muchos de ellos estaban casados con mujeres y eran padres de hijos, sino como una ocupación social. Eran considerados como proxenetas y se les favorecía vivir entre mujeres en gidan mata debido a su estilo de vida sexual. Gidan Mata  es típicamente un lugar de residencia para Karuwanci; mujeres hausa divorciadas que por miedo al rechazo encuentran consuelo bajo el liderazgo de una magajiya ; una magagiya típica también es una divorciada que se ha ganado la reputación de albergar a jóvenes "sin hogar". Muchas de estas niñas y mujeres acaban recurriendo a la prostitución para ganarse la vida a diario.    Los hombres influyentes se acercarán a estas jóvenes para obtener favores sexuales a través de la intercesión de proxenetas conocidos como ƴan daudu, ya que ellos mismos (Karuwanci) no tendrán una interacción directa con sus potenciales patrocinadores. El término ƴan daudu nunca fue considerado un término despectivo hasta ahora. De hecho, los profesionales se dirigen a sí mismos por medio de él. Esto se debe a que, aunque no era una profesión de la que uno pudiera sentirse orgulloso, aun así era una profesión, una profesión que era necesariamente tolerada para el correcto funcionamiento de una sociedad islámica. A medida que pasó el tiempo, comenzó a considerarse una anomalía que los hombres fueran vistos y vestidos como mujeres.